# Selago namaquensis
Selago namaquensis är en flenörtsväxtart som beskrevs av Rudolf Schlechter. Selago namaquensis ingår i släktet Selago och familjen flenörtsväxter. Inga underarter finns listade i Catalogue of Life.